# BMW 1 Серії (E87)
BMW E81, E82, E87, E88 (укр. БМВ Е81, Е82, Е87, Е88) — компактний автомобіль з заднім приводом та повздовжним розміщенням двигуна виробництва компанії BMW. Це перше покоління BMW 1 Серії.

## Опис

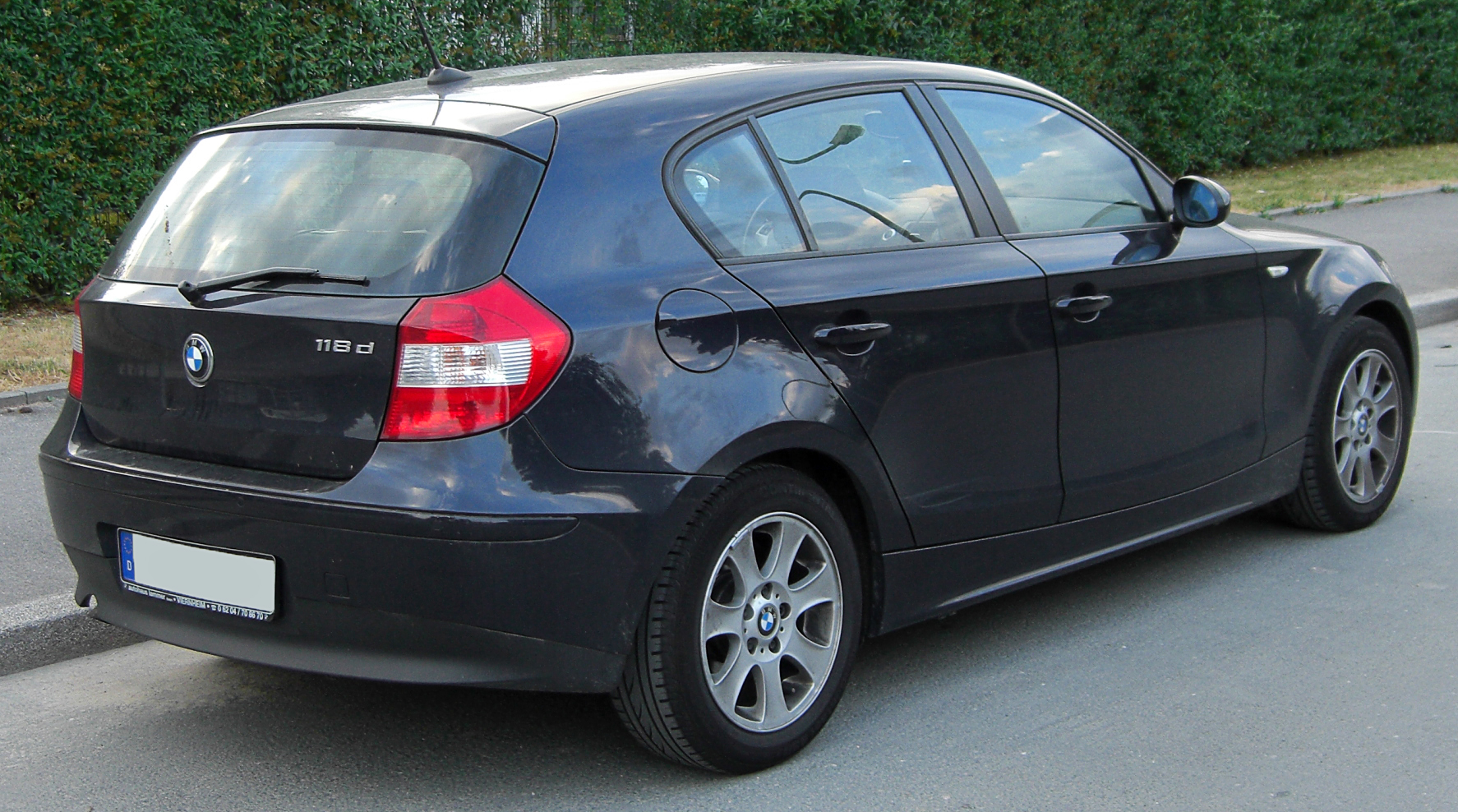
BMW 118d (2004-2007, E87)

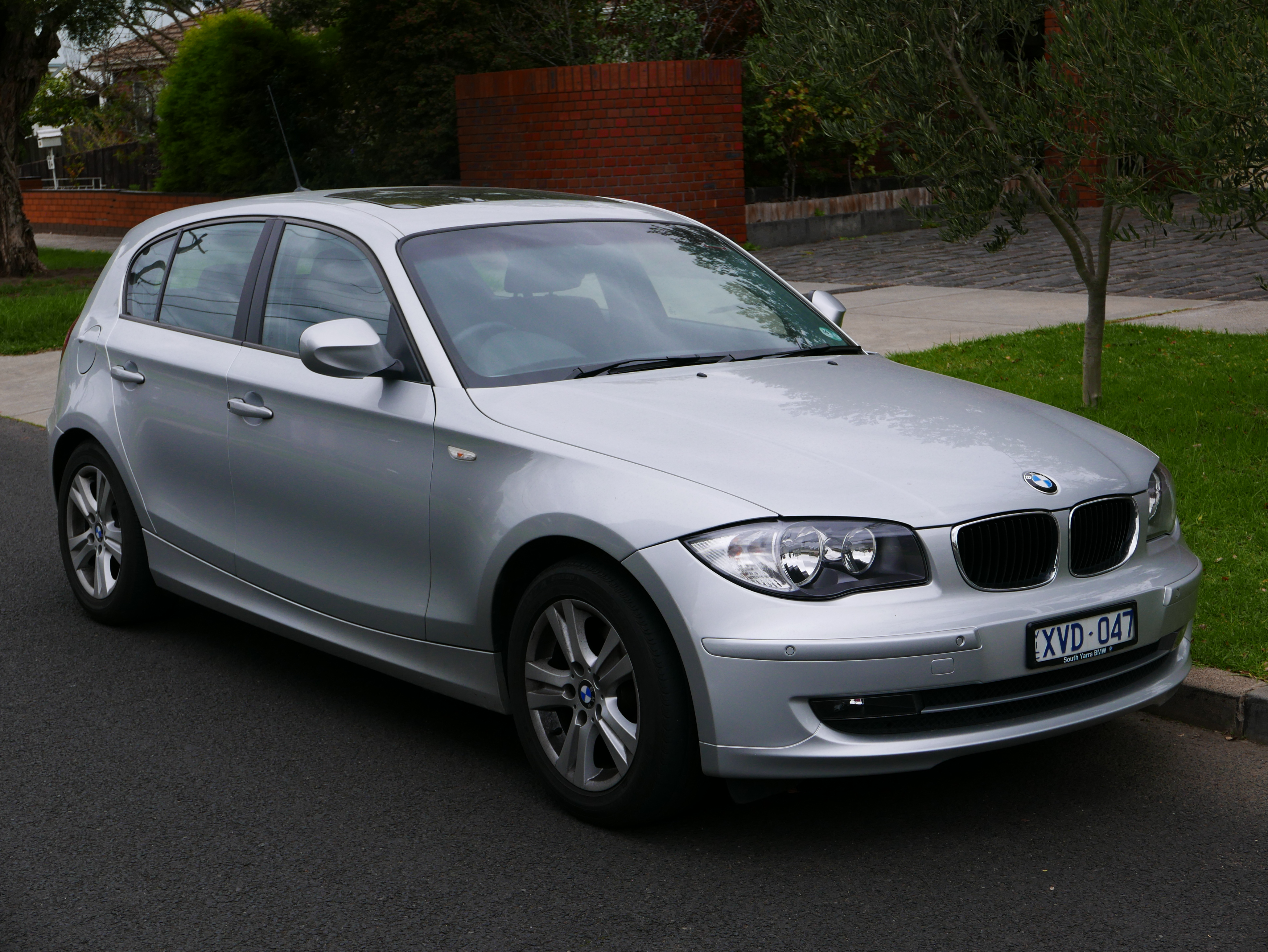
BMW 118d (2007-2011, E87)

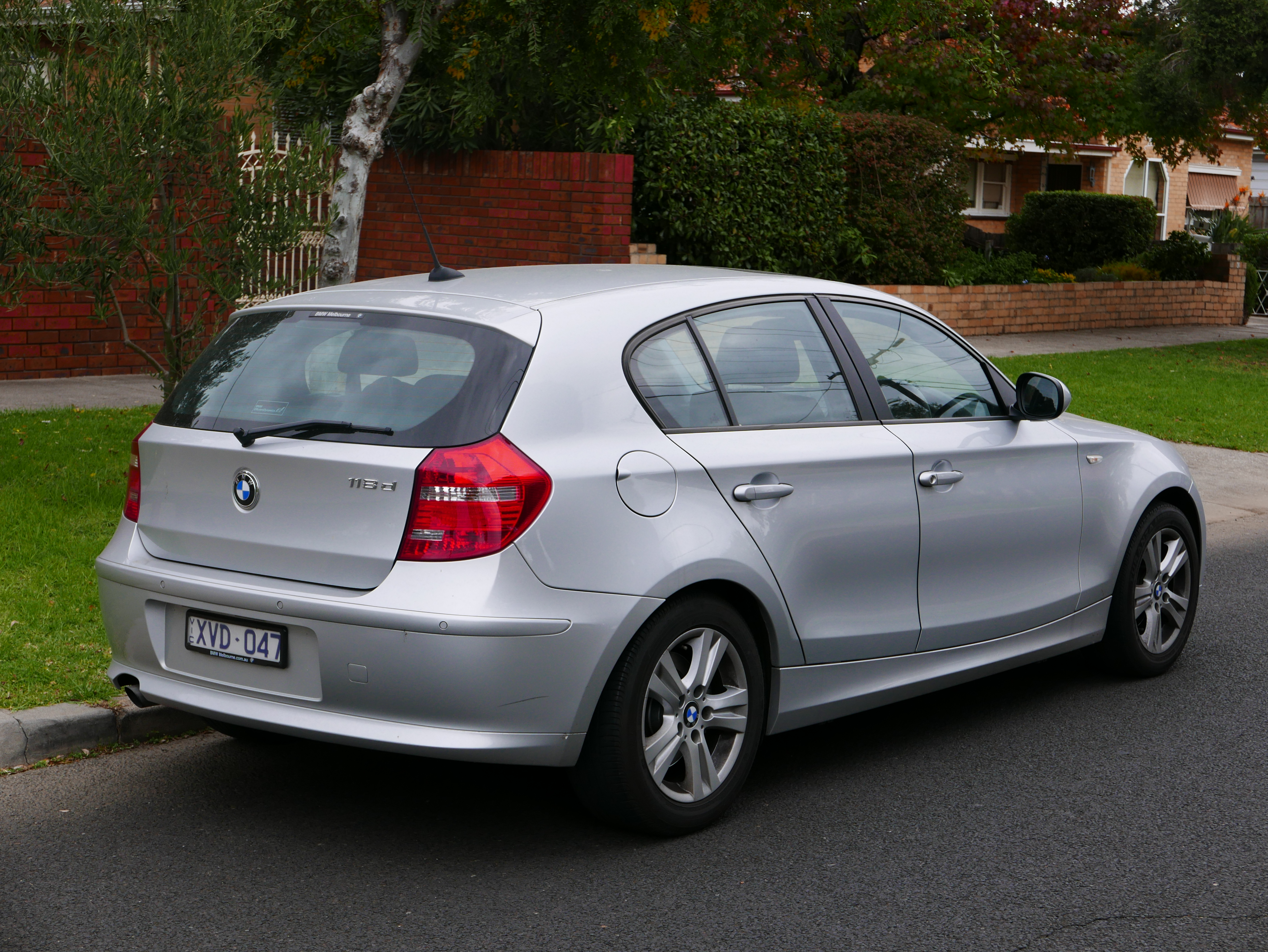
BMW 118d (2007-2011, E87)

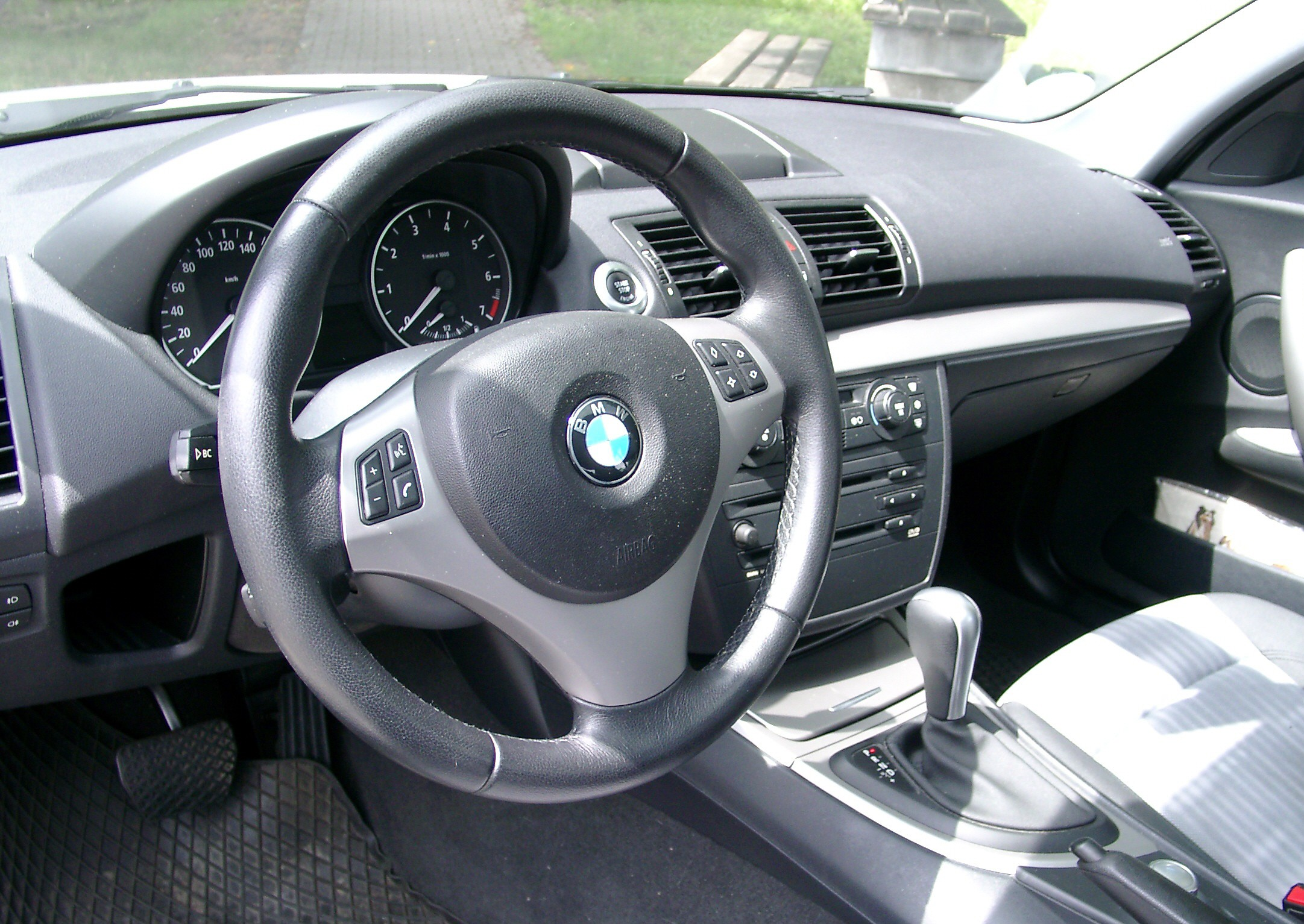

Автомобіль випускається з 2004 року. Останнім автомобілем такого класу цього німецького виробника був BMW 3 Compact (E36/5, E46/5). Авто має багато спільних рішень з іншими моделями. Так, передня підвіска стійки МакФерсон від «п'ятірки» E60, а задня багатоважільна від «трійки» E90.
Модель позиціонується в залежності від комплектації як п'яти- чи чотиримісний автомобіль. Центральна частина приладової панелі трішки повернута до водія, а замість ключа запалення — брелок та кнопка «Start» над ним.
Машина випускається в чотирьох кузовах: 3-х та 5-дверні хетчбеки (E81, E87), купе (E82) та кабріолет (E88).
Відразу пропонувались три бензинових двигуна: 1,6 л (115 к.с.), 2,0 л (130 к.с.) та 2,0 л (150 к.с.), а також два дизельних силових агрегату об'ємом 2,0 літра 122 к.с. та 163 к.с. У 2005 році лінійка бензинових двигунів була доповнена 3-літровим двигуном потужністю 265 к.с. У 2007 році двигуни були модернізовані. У 2008 з'явився двигун з двома турбокомпресорами, об'ємом 3 літра та потужністю 306 к.с.
У березні 2007 року 1 серія була переглянута в рамках підтяжки обличчя: вигляд спереду відрізняється в основному ширшим повітрозабірником з горизонтальною декоративною смугою та інтегрованими прямокутними протитуманними фарами. Біксеноновий варіант фар отримав світлові кільця з функцією денних ходових вогнів. Вид ззаду характеризується новим дизайном задніх ліхтарів зі світлодіодною технологією та заднім фартухом, який виглядає ширшим. Крім усього іншого, в салоні переробили центральну консоль. Було додано зовнішні дзеркала, інтегровані дверні кишені та хромовані додатки, представлено якості та обладнання з вищої серії.
У квітні 2010 року загальний об'єм виробництва перетнув 1,000,000 автомобілів всіх варіантів[джерело?].

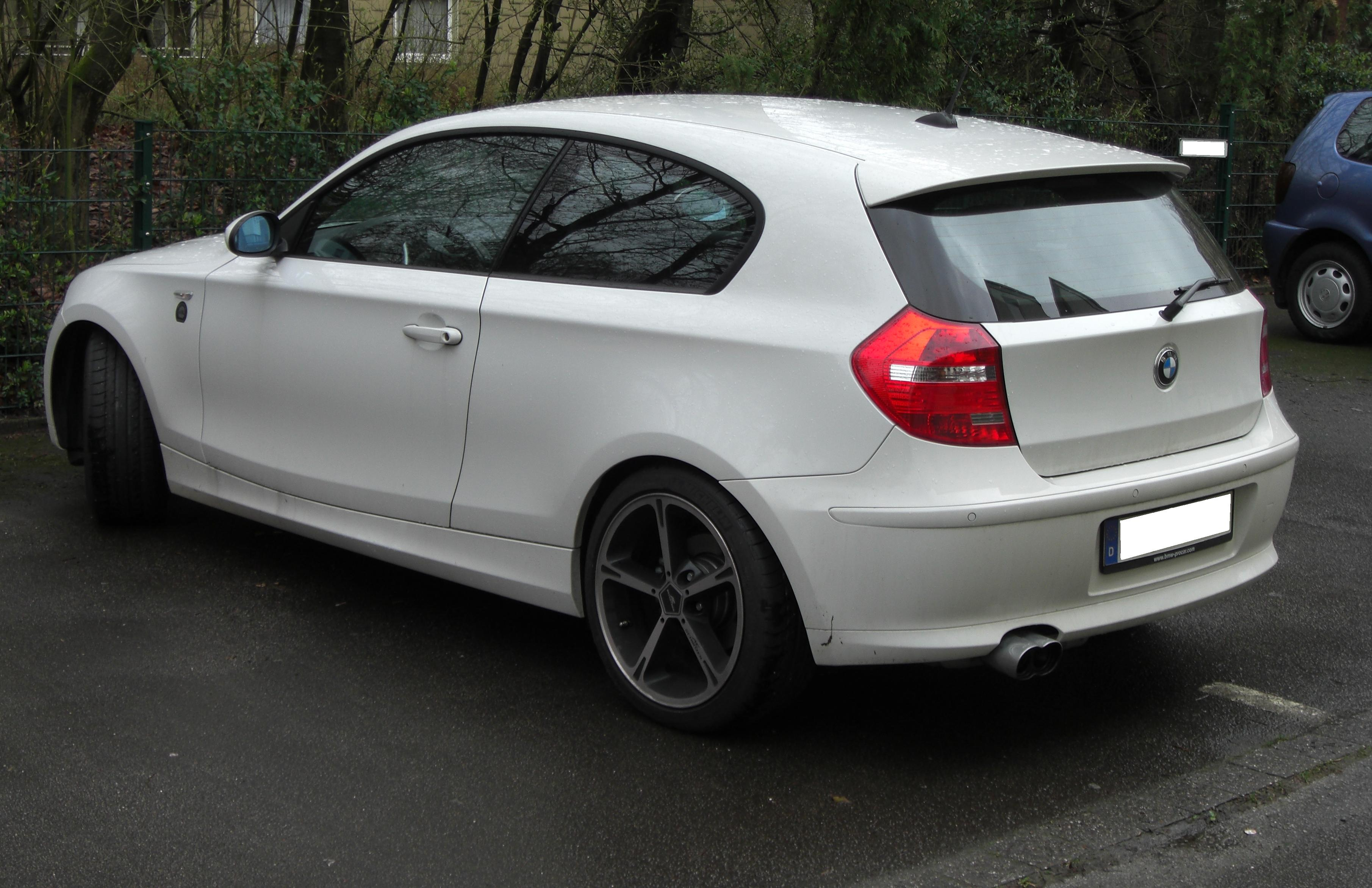
BMW E81
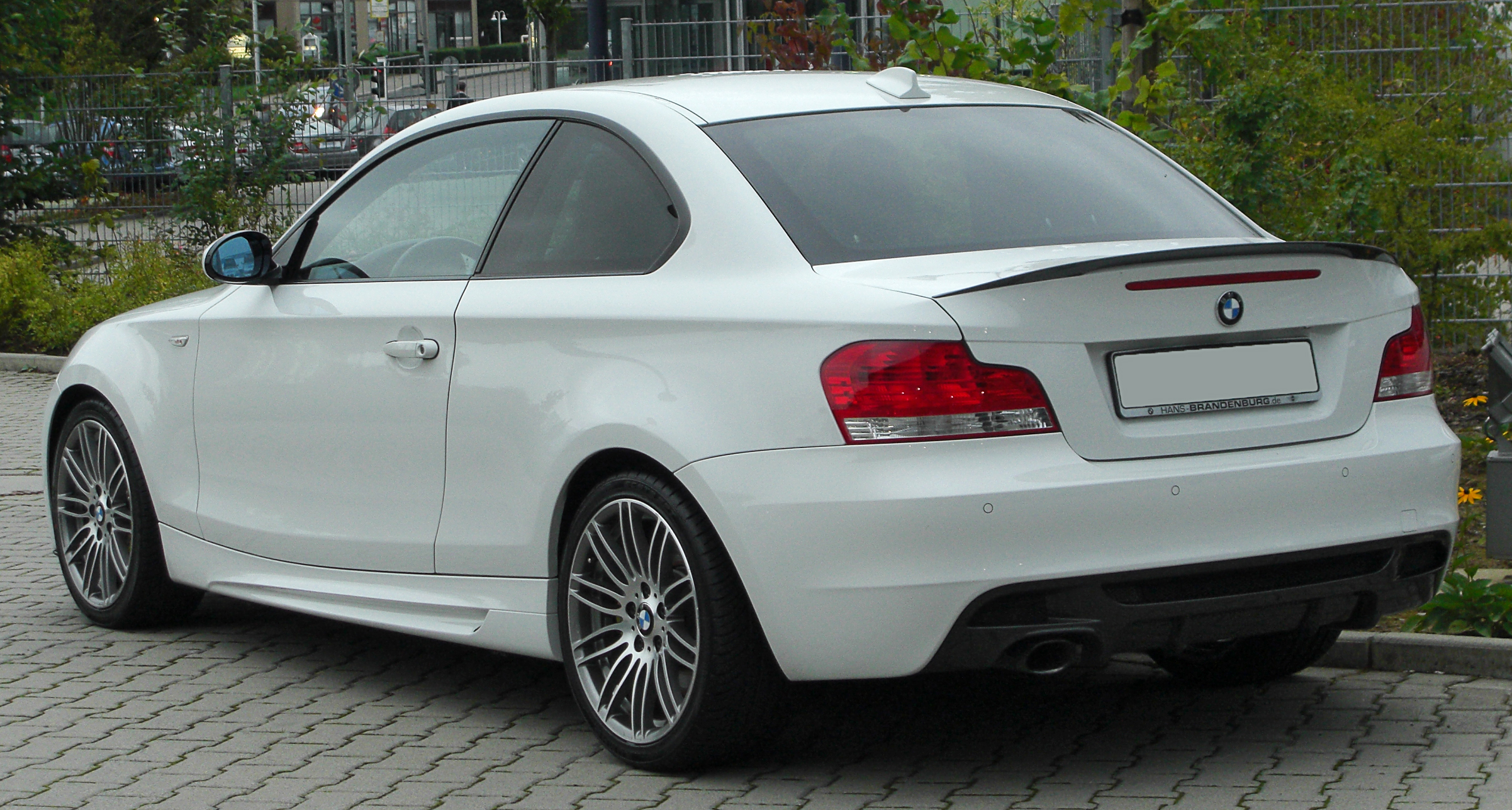
BMW E82
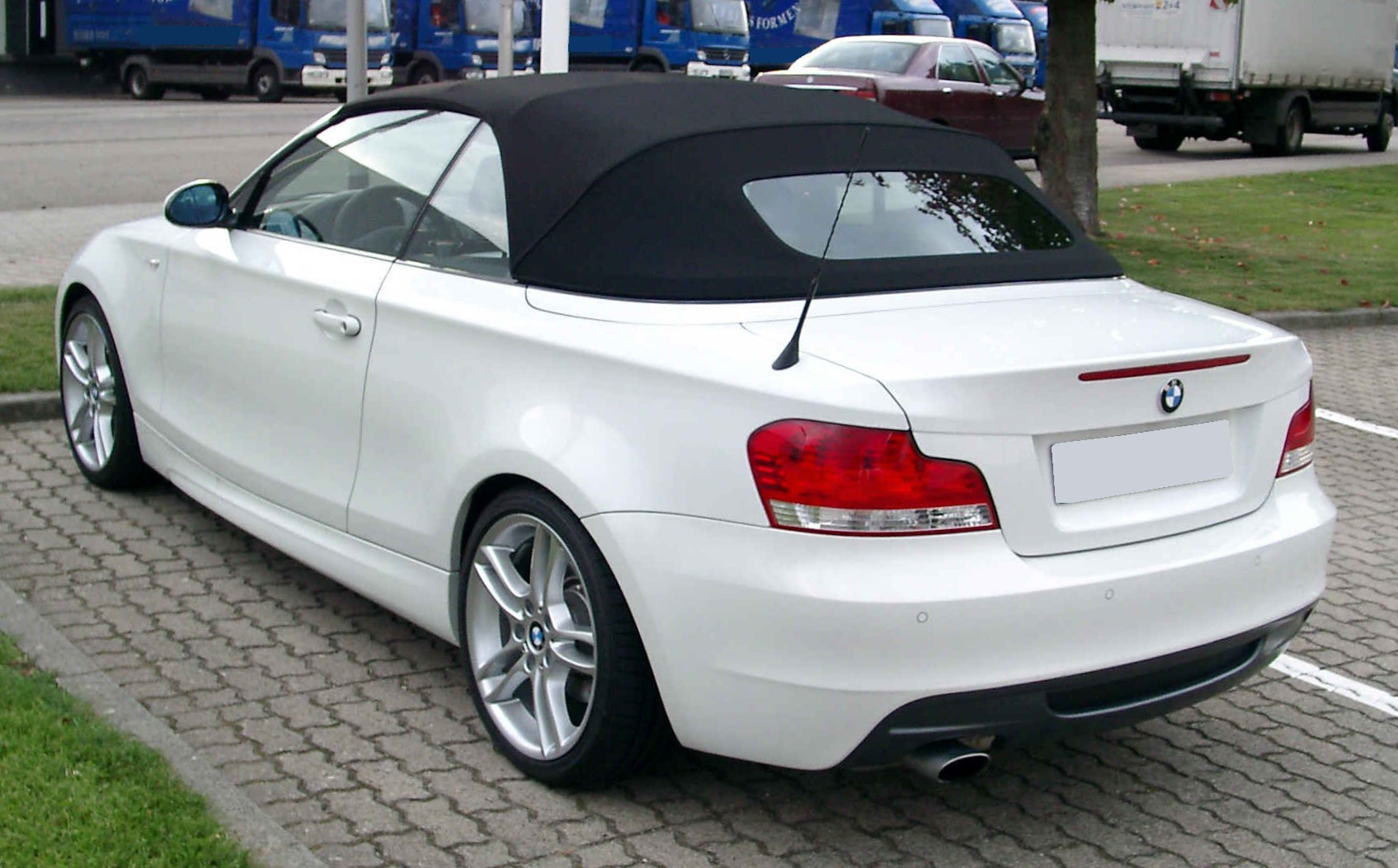
BMW E88

## Безпека
Автомобіль пройшов тест Euro NCAP у 2004 році.

## У комп'ютерних іграх
- Gran Turismo 4,5,6
- Need for Speed: Shift
- Need for Speed: Shift 2 Unleashed
- Need for Speed: The Run
- Forza Motorsport 4
- Assetto Corsa
- CSR Racing
- Racing Rivals
- Real Racing 3

## Двигуни
| Бензинові                               | Бензинові                                       | Бензинові                                       | Бензинові                                       | Бензинові                                       | Бензинові                                       | Бензинові                                       | Бензинові                                       | Бензинові                                       |
| --------------------------------------- | ----------------------------------------------- | ----------------------------------------------- | ----------------------------------------------- | ----------------------------------------------- | ----------------------------------------------- | ----------------------------------------------- | ----------------------------------------------- | ----------------------------------------------- |
| Модель                                  | 116i                                            | 116i                                            | 118i                                            | 118i                                            | 120i                                            | 120i                                            | 125i/130i                                       | 135i                                            |
| Роки випуску                            | 2004—2007                                       | 2007—н.ч.                                       | 2005—2007                                       | 2007—н.ч.                                       | 2004—2007                                       | 2007—н.ч.                                       | 2006—н.ч.                                       | 2008—н.ч.                                       |
| Код двигуна                             | N45B16                                          | N45B16                                          | N46B20                                          | N46B20                                          | N46B20                                          | N46B20                                          | N52B30                                          | N54B30                                          |
| Об'єм двигуна, см³                      | 1596                                            | 1596                                            | 1995                                            | 1995                                            | 1995                                            | 1995                                            | 2996                                            | 2979                                            |
| Тип двигуна                             | рядний 4-циліндровий з продовжним розташуванням | рядний 4-циліндровий з продовжним розташуванням | рядний 4-циліндровий з продовжним розташуванням | рядний 4-циліндровий з продовжним розташуванням | рядний 4-циліндровий з продовжним розташуванням | рядний 4-циліндровий з продовжним розташуванням | рядний 6-циліндровий з продовжним розташуванням | рядний 6-циліндровий з продовжним розташуванням |
| Клапанів на циліндр                     | 4                                               | 4                                               | 4                                               | 4                                               | 4                                               | 4                                               | 4                                               | 4                                               |
| Діаметр циліндра та хід поршня, мм      | 84.0x75.7                                       | 84.0x75.7                                       | 84.0x90.0                                       | 84.0x90.0                                       | 84.0x90.0                                       | 84.0x90.0                                       | 85.0x88.0                                       | 84.0x89.6                                       |
| Максимальна потужність, к.с./об.хв.     | 115/6000                                        | 122/6000                                        | 129/5750                                        | 136/6000                                        | 150/6200                                        | 170/6700                                        | 265/6600                                        | 306/5800                                        |
| Максимальний крутний момент, Н·м/об.хв. | 150/4300                                        | 160/4250                                        | 180/3250                                        | 190/4250                                        | 200/3600                                        | 210/4250                                        | 315/2750                                        | 400/1300—5000                                   |

| Модель                                  | 118d                                            | 118d                                            | 120d                                            | 120d                                            | 123d                                            |
| Роки випуску                            | 2004—2007                                       | 2007—н.в.                                       | 2005—2007                                       | 2007—н.в.                                       | 2007—н.в.                                       |
| Код двигуна                             | M47TU2D20                                       | N47D20                                          | M47TU2D20                                       | N47D20                                          | N47D20                                          |
| Об'єм двигуна, см³                      | 1995                                            | 1995                                            | 1995                                            | 1995                                            | 1995                                            |
| Тип двигуна                             | рядний 4-циліндровий з продовжним розташуванням | рядний 4-циліндровий з продовжним розташуванням | рядний 4-циліндровий з продовжним розташуванням | рядний 4-циліндровий з продовжним розташуванням | рядний 4-циліндровий з продовжним розташуванням |
| Клапанів на циліндр                     | 4                                               | 4                                               | 4                                               | 4                                               | 4                                               |
| Діаметр циліндра та хід поршня, мм      | 84.0x90.0                                       | 84.0x90.0                                       | 84.0x90.0                                       | 84.0x90.0                                       | 84.0x90.0                                       |
| Максимальна потужність, к.с./об.хв.     | 122/4000                                        | 143/6000                                        | 163/4000                                        | 177/4000                                        | 204/4400                                        |
| Максимальний крутний момент, Н·м/об.хв. | 280/1750-2500                                   | 300/1750-2500                                   | 340/1750-3000                                   | 350/1750-3000                                   | 400/2000-2250                                   |

### BMW 1M

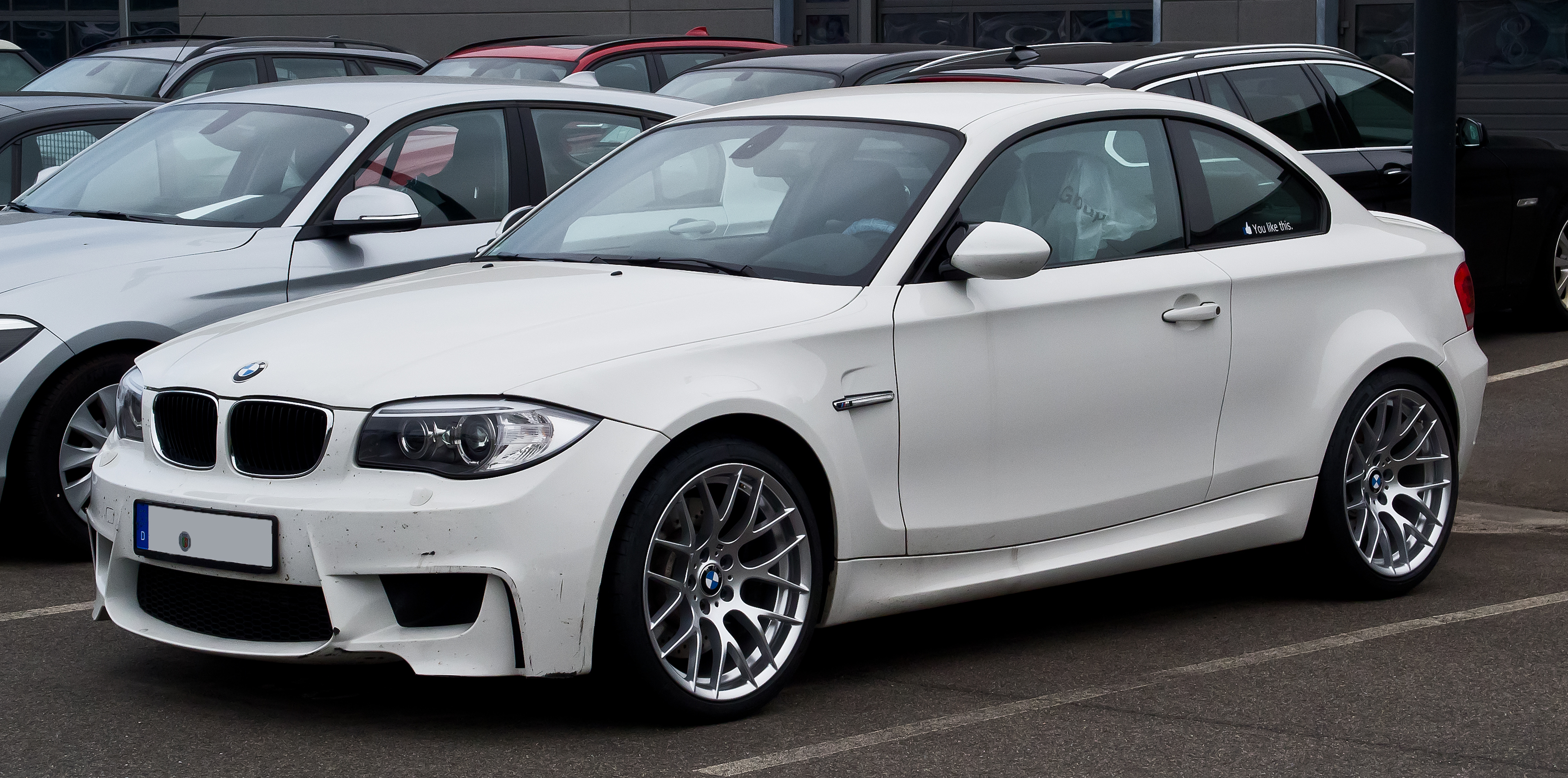
BMW 1 серії M Coupe

В грудні 2010 року BMW представила нову модель - BMW 1M (версія підготовлена спортивним підрозділом BMW Motorsport). Базуючись на кузові E82 (купе 1-ї серії першого покоління) дана версія має мало спільного зі своїм прабатьком, BMW 135. Перероблено все - Гальма (від М3 E92), диференціал від M3 E46, розширена колія під підвіску від M3 E92, 19`колеса від M3 Competition Package, 3,0 літровий 6-ти циліндровий рядний двигун N54 з подвійним турбонаддувом від BMW Z4 35IS потужністю 340 к.с. при 5900 об/хв і 450 Нм крутного моменту в діапазоні від 1500 до 4500 об/хв, який може бути збільшено за рахунок функції Overboost (повний газ) до 500 Нм. 1570 кг транспортний засіб досягає прискорення 4,9 секунди від 0 до 100 км/год. Максимальна швидкість обмежена електронікою на позначці 250 км/год. Попри дуже скромну по суперкарівських мірках ціну і потужність, динамічні характеристики новинки виявилися на рівні найкращих світових стандартів, так, більшість треків 1М пройшла швидше від набагато більш дорогих і іменитих суперників: М3 E92, M5 E60, M6, Audi RS5, Mercedes C63 AMG показали гірший час. На трасі Top Gear даний автомобіль показав менший час ніж M3 E90/E92, Chevrolet Corvette C6, Noble M12 GTO-3R, Lotus Evora, Lexus IS-F, Lamborghini Gallardo Spyder і Ferrari 575. За даними сайту fastestlaps.com до 200 км/год автомобіль розганяється за 15,2 секунди, що швидше від таких грандів як Ferrari 612, Porsche 996 GT3 і 2001 Aston Martin V12 Vanquish. 
Пілот Олексій Бункевич на трасі Нюрбургринг на даному автомобілі показав час 8.15 (неофіційний 8.12), що на 7 секунд швидше BMW M3 E46 та майже на 24 секунди швидше BMW 135.

## Продажі
| Рік  | Всього  | 5-дверний | 3-дверний | Купе   | Кабріолет |
| ---- | ------- | --------- | --------- | ------ | --------- |
| 2004 | 39,247  | 39,247    | -         | -      | -         |
| 2005 | 149,493 | 149,493   | -         | -      | -         |
| 2006 | 151,918 | 151,918   | -         | -      | -         |
| 2007 | 165,803 | 133,525   | 30,984    | 1,287  | 7         |
| 2008 | 225,095 | 122,666   | 49,559    | 26,304 | 26,566    |
| 2009 | 216,944 | 120,323   | 44,043    | 24,081 | 28,506    |
| 2010 | 196,004 | 113,030   | 31,980    | 26,191 | 24,803    |